# Laid So Low (Tears Roll Down)
Laid So Low (Tears Roll Down) is een nummer van de Britse band Tears for Fears uit 1992. Het verscheen als nieuw nummer op hun verzamelalbum Tears Roll Down (Greatest Hits 82–92).
Op het album The Seeds of Love uit 1989 verscheen al een instrumentale versie van het nummer, als B-kant van Sowing the Seeds of Love. Deze versie heette slechts "Laid So Low". In 1992 verscheen een nieuwe versie van het nummer. Er werd nog "Tears Roll Down" aan de titel toegevoegd en frontman Roland Orzabal voorzag het nummer van tekst en vocalen. "Laid So Low (Tears Roll Down)" was het eerste Tears for Fears-nummer wat Roland Orzabal in zijn eentje uitbracht, nadat Curt Smith de band had verlaten (om later weer terug te keren). De plaat werd in een aantal landen een (bescheiden) hit. Zo bereikte het de 17e positie in het Verenigd Koninkrijk. In de Nederlandse Top 40 schopte het nummer het tot een 26e positie.